# Марина Павловић-Бараћ
Марина Павловић-Бараћ, оперски певач, мецосопран–алт, првак Опере Српског народног позоришта.
Рођена је у Нишу, а Академију уметности завршила у Новом Саду у класи прослављеног баритона међународне каријере Октава Енигарескуа (Octav Enigarescu). Усавршавала се код једне од највећих сопрана код нас, примадоне Вере Ковач-Виткаи и америчког тенора Џејмса МекКреја (James McCrey) у Хагу. 
Од 1984. године је у сталном ангажману Опере Српског народног позоришта. Поред успешне оперске каријере, бави се и концертним певањем. 
Гостовала је у Љубљани, Скопљу, Загребу, Београду и Багдаду, а концертно још и у Паризу, Лондону, Глазгову, Солуну и Сегедину.

## Улоге остварене уСНП-у
| Композитор                | Дело                 | Улога                     |
| Ђузепе Верди              | Трубадур             | Ацучена                   |
|                           | Набуко               | Фенена                    |
|                           | Травијата            | Флора Бервоа              |
|                           | Бал под маскама      | Улрика                    |
| Ђакомо Пучини             | Мадам Батерфлај      | Сузуки                    |
| Ђоакино Росини            | Севиљски берберин    | Розина                    |
| Волфганг Амадеус Моцарт   | Фигарова женидба     | Керубин                   |
| Пјетро Маскањи            | Кавалерија рустикана | Лола                      |
| Петар Иљич Чајковски      | Евгеније Оњегин      | Олга                      |
|                           | Пикова дама          | Грофица                   |
| Александар Бородин        | Кнез Игор            | Кончаковна                |
| Модест Петрович Мусоргски | Борис Годунов        | Марина                    |
| Сергеј Прокофјев          | Мајска ноћ           | Гана                      |
| Јохан Штраус млађи        | Слепи миш            | Принц Орловски            |
|                           | Барон циганин        | Мирабел                   |
| Жил Масне                 | Вертер               | Шарлота                   |
| Жорж Бизе                 | Кармен               | Кармен                    |
| Сергеј Рахмањинов         | Алеко                | Стара циганка             |
| Јаков Готовац             | Еро с онога свијета  | Дома                      |
| Дмитриј Шостакович        | Катерина Измајлова   | Соњетка                   |
| Рудолф Бручи              | Гилгамеш             | Утнапиштимова жена        |
| Стеван Христић            | Сутон                | Мара Никшина Бенеша       |
| Миховил Логар             | Покондирена тиква    | Фема                      |
| Франко Алфано             | Васкрсење            | Софија Димитровна; Грбава |
| Микис Теодоракис          | Грк Зорба            | соло глас                 |

## Награде
- Годишње награде СНП-а:
  - 1996. – за улогу Шарлоте у опери „Вертер” Жила Маснеа
  - 1998. – за насловну улогу у опери „Кармен” Жоржа Бизеа